# Феодор Синадин
Феодор Синадин (греч. Θεόδωρος Κομνηνός Δούκας Παλαιολόγος Συναδηνός; ум. 1345/1346) — византийский аристократ, государственный деятель, полководец, мегадука, протостратор, протовестиарий, наместник западной Македонии (1320—1321), Прилепа (1321), Фракии (1327—1328), эпарх Константинополя (1328—1330), наместник Месемврии (1330—1337), Эпира (1337—1339 годы) и Фессалоник (1340—1343).
Во время гражданской войны в Византии (1321—1328) являлся сторонником Андроника III Палеолога, а во время его правления (1328—1341) — одним из ближайших советников, выполнял важные государственные поручения. После смерти Андроника, во время очередной гражданской войны в Византии, некоторое время поддерживал Иоанна Кантакузина.

## Биография

### Происхождение
Феодор Синадин родился в 1277 году и был сыном стратопедарха Иоанна Синадина и Феодоры Палеолог, племянницы императора Михаила VIII Палеолога. У него, вероятно, был старший брат по имени Иоанн и, по крайней мере, одна сестра, Евфросина. В 1320—1321 годах он занимал должность доместика при императорском столе.

### Карьера при Андронике Младшем
К 1320 году Синадин занимал должность наместника Западной Македонии и носил титул мегадуки. Когда Андроник III Младший начал войну против своего деда, византийского императора Андроника II Палеолога, Синадин оказал ему большую поддержку, став (наряду с Кантакузиным, Апокавком и Сиргианном) его соратником. Опасаясь, что Синадин может помочь Андронику III, Андроник Старший отправил Синадина управлять Прилепом на границе Византии с Сербским королевством, но вместо этого Феодор остался в Константинополе, где пребывал до Пасхи 1321 года, когда бежал с Андроником III в Адрианополь. По некоторым сведениям, в 1321 году Синадин был награждён титулом протостратора.
В конце 1327 года, когда Андроник III срочно отправился в Македонию, он сделал Синадина, который в тот период (1327—1328) занимал должность наместника Фракии, командующим всеми фракийскими войсками. Когда Андроник II в январе 1328 года начал наступление во Фракии, Синадин смог его остановить, победив в сражении Константина Асеня, командующего войсками Андроника Старшего. После взятия Константинополя Андроником III Синадин получил должность эпарха Константинополя.
В 1329 году Андроник III серьёзно заболел. В этот период активизировалась силы, стоящие в оппозиции к ближайшему стороннику императора, великому доместнику Иоанну Кантакузину. По замыслу молодого императора, в случае его смерти Катакузин должен был стать регентом при малолетнем сыне Андроника III. Враги Иоанна, чтобы избавиться от него, планировали объединиться вокруг Андроника II. В назревающем конфликте эпарх Синадин занял сторону Кантакузина и принудил Андроника II отказаться от власти и уйти в монастырь (под именем монаха Антония). Спустя некоторое время Андроник III выздоровел.
В 1330 года Синадин был назначен наместником Месемврии. После завоевания Андроником III Эпирского царства в 1337 году Феодор Синадин был назначен наместником Эпира. Когда в 1339 году в регионе объявился Никифор II Орсини (бывший правитель Эпира), эпироты восстали и Синадин был брошен в тюрьму в Арте. Впоследствии Андроник III вернул Эпир в состав империи в 1340 году, но его наместником был поставлен Иоанн Ангел, а протостратор Синадин получил наместничество в Фессалониках.

### Участие в гражданской войне в Византии (1341—1348) и смерть
В новой гражданской войне Синадин снова примкнул к Кантакузину. Он, как и многие архонты Македонии, Эпира и Фессалии, прислал Кантакузину в Дидимотику требование, чтобы он не предпринимал никаких действий без его ведома. Однако в этих требованиях Кантакузин уже величался как византийский император. Позже из-за военных неудач Кантакузина в 1341 году Синадин отказался от союза с ним и придерживался нейтралитета. В 1342 году в городе назревало восстание зилотов против греческих феодалов, в связи с чем Синадин предлагал Кантакузину ускорить наступление на Фессалоники. Узнав о переговорах Феодора с Кантакузиным, население города, верное константинопольскому правительству, подняло мятеж и изгнало Синадина вместе с его войском и тысячью сторонников Кантакузина. В следующем году Кантакузин осадил Фессалоники, но жители города смогли отразить все атаки его армии. В это время Синадин ради сохранения своей жизни и имущества покинул Кантакузина.
Некоторое время Синадин пребывал при дворе сербского короля Стефана Уроша IV Душана, а затем заключил соглашение с Константинопольским эпархом Алексеем Апокавком, который наградил его высоким званием протовестиария. Однако вскоре после этого Синадин был вызван в Константинополь и отправлен под домашний арест.
Скончался в бедности в конце 1345 или начале 1346 года.

### Семья
В 1320 году Феодор женился на Евдокии Дуке Комнине Палеологине Синадине, у них родились 2 дочери:
- Феодора Комнина Дука Палеологина Рауль, вышедшая замуж за некоего Рауля;
- Анна Комнина Дука Палеологина Асень, вышедшая замуж за своего дальнего родственника Мануила Асеня.